# Rohrbach-lès-Bitche
 Rohrbach-lès-Bitche  es una población y comuna francesa, en la región de Lorena, departamento de Mosela, en el distrito de Sarreguemines y cantón de Rohrbach-lès-Bitche.

## Demografía
| 1517 | 1623 | 1797 | 2019 | 2113 | 2115 |
| Para los censos de 1962 a 1999 la población legal corresponde a la población sin duplicidades (Fuente: INSEE [Consultar]) |      |      |      |      |      |